# Ладмозеро
Ла́дмозеро — российское озеро, расположенное в Республике Карелия на границе между Медвежьегорским и Кондопожским районами.

## Общие сведения
Расположено на Заонежском полуострове. Озеро имеет удлинённую форму, вытянуто с северо-запада на юго-восток.
Котловина тектонического происхождения.
Берега высокие, скалистые, покрыты лесом хвойных пород. Число островов — 7, общей площадью около 0,2 км².
В озеро впадает река Муна и несколько ручьёв. Из северной части озера вытекает река Угома, которая, протекая через Турастамозеро, впадает в Ванчозеро, сток из которого происходит в Онежское озеро.
Дно покрыто в основном илом, встречается глина и песчаные грунты.
Высшая растительность представлена тростником, рдестом, хвощом и кубышкой.
В озере обитают ряпушка, плотва, сиг, щука, окунь, ёрш и налим.
Озеро замерзает в ноябре, вскрывается ото льда в середине мая.